# Hugo Walker

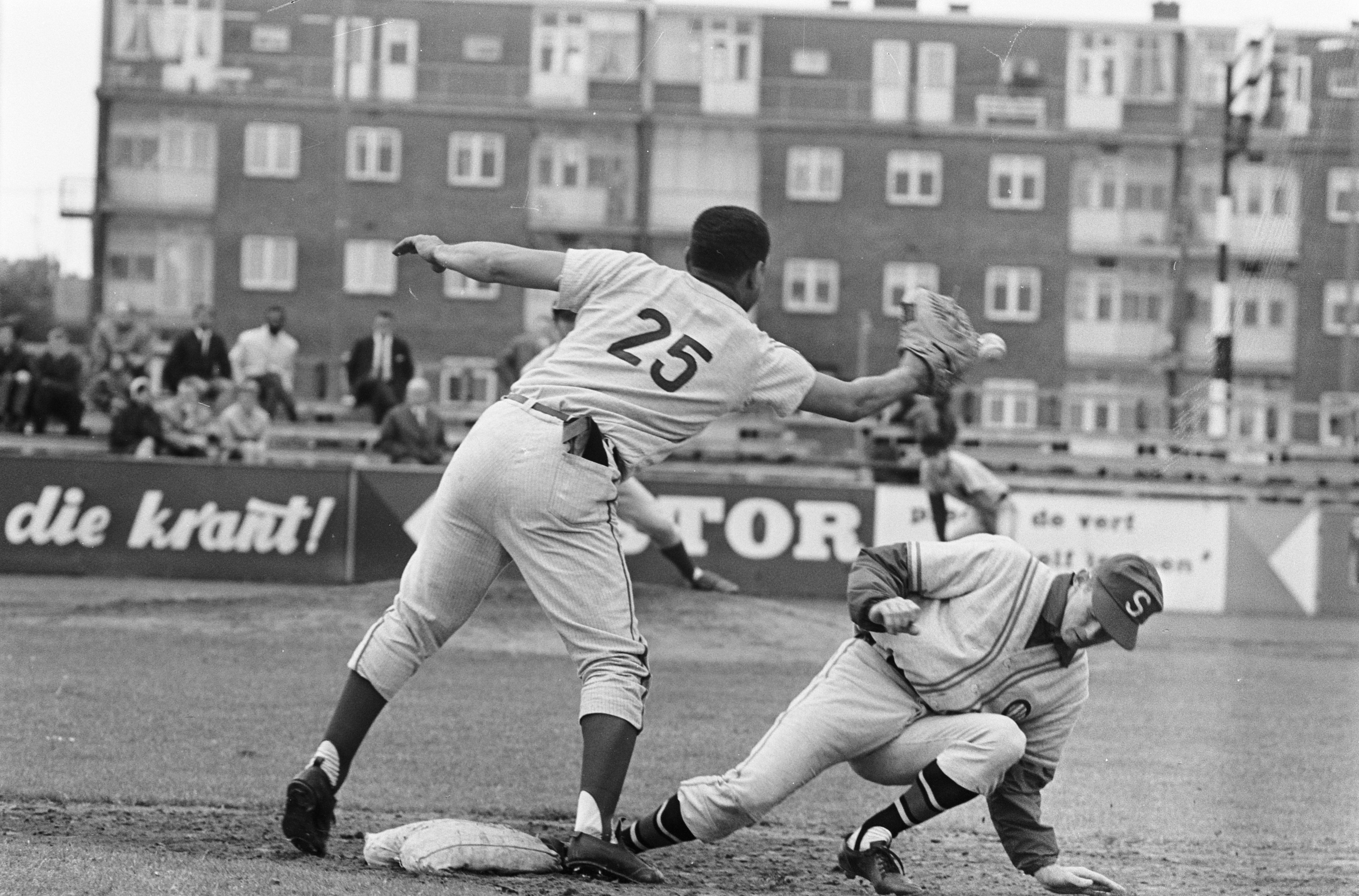
Eerste honkman Hugo Walker (ABC) vangt bal tijdens wedstrijd tegen Sparta op 30 mei 1965 maar krijgt Hans Augustinus niet uit op eerste honk

Hugo Walker (Amsterdam, 3 augustus 1933 – aldaar, 26 maart 2015) was een Nederlands honkballer, voetballer, reclameman en sportverslaggever.

## Jeugd, opleiding en werkzaamheden
Walker groeide op in Amsterdam en woonde tijdens zijn jeugd aan de Middenweg schuin tegenover de velden van Ajax waar hij als kind begon met voetbal en honkbal. Na het behalen van zijn HBS-diploma ging hij werken in de reclame. Hij begon als acquisiteur bij de toenmalige uitgeverij Three Castles die het reclamevakblad Ariadne uitgaf. Dit blad werd de voorloper van het landelijke reclamevakblad Adformatie, dat hij samen met een aantal collega's oprichtte. Hij zou jarenlang als commercieel directeur bij het blad betrokken blijven. In 2007 ontving hij de legpenning van het Lucas-Ooms Fonds voor zijn bijzondere bijdragen aan het tijdschriftvak.

## Sportloopbaan
Walker was een sportman die zowel als honkballer en als voetballer actief was. Hij kwam als honkballer uit als linkshandige slagman en als eerste honkman, speelde voor ABC, VVGA en Ajax in de hoofdklasse in de jaren vijftig en zestig en kwam tevens uit voor het Nederlands honkbalteam. Zijn laatste wedstrijd op het hoogste niveau was voor ABC in 1967. In 1958 werd hij voor het eerst opgeroepen voor het nationale team en speelde een onderlinge oefenwedstrijd in Schiedam. In 1962 behaalde hij met het team de Europese titel tegen Italië tijdens het toernooi dat in zijn thuisstad Amsterdam werd gehouden.
Als voetballer kwam hij uit in de periode dat er een overgang was van amateur- naar profsport. Uiteindelijk zou hij uitkomen tijdens één vriendschappelijke wedstrijd in het eerste elftal van Ajax maar tekende nooit een profcontract.

## Verslaggever
In 1968 werd hij verslaggever bij Sport in Beeld, het latere NOS Studio Sport. Samen met onder meer Theo Reitsma versloeg hij behalve honkbalwedstrijden ook voetbalwedstrijden. Ook verzorgde hij radiocommentaar in het programma Langs de lijn. Bij het grote publiek werd hij bekend door zijn karakteristieke manier van verslaggeving van voetbalwedstrijden. Zijn uitspraak: Komt dat schot! (waarbij het woord schot zo lang werd uitgesproken als de bal onderweg was) maakte hem bij velen legendarisch. Het werd ook de naam van een talentenjacht op televisie waarbij gezocht werd naar een nieuwe sportverslaggever. 
In 1998 deed de fanclub van Walker, eveneens "Komt dat schot" geheten, een vergeefse oproep aan de NOS om hun held de finale van het WK voetbal in Frankrijk te laten verslaan. Twee jaar later vertrok Walker bij de NOS na een conflict. Kort daarvoor had hij een berisping van zijn werkgever gekregen toen hij te horen was als voice-over in een televisiereclame van McDonald's tijdens de Europese Kampioenschappen voetbal van dat jaar. Vervolgens werkte hij korte tijd als voetbalverslaggever voor RTL waar hij de UEFA-cup wedstrijden versloeg.

## Personalia en overlijden
Walker was getrouwd en had twee zoons. Hij woonde jarenlang in Amsterdam, Amstelveen en de laatste jaren van zijn leven weer in Amsterdam. Hij overleed op 26 maart 2015 in Amsterdam op 81-jarige leeftijd.